# Crassulaceae
Crassulaceae este o familie de plante dicotilidonate. Ele au frunze suculente, capabile să depoziteze o cantitate anumită de apă. Crasulaceele se întâlnesc în emisfera nordică și în sudul Africii. De obicei, pot fi găsite în regiunile cu precipitații scăzute. Familia include aproximativ 1.400 de specii grupate în 33 de genuri.
Nicio specie a acestei familie nu este agricolă. Dar datorită aspectului, unele specii sunt populare în horticultură.
Acestor plante le este caracteristică fotosinteza de tip CAM (Crassulacean acid metabolice), denumită după numele familiei, deoarece a fost descoperită la membrii crasulaceelor.

## Taxonomie
Numele binomial a fost determinat de naturalistul și artistul francez Jean Henri Jaume Saint-Hilaire (1772-1845) în volumul II al operei sale Exposition des familles naturelles et de la germination des plantes din 1805, taxon valabil până în prezent (2020).

## Genuri[7]
- Adromischus
- Aeonium
- Afrovivella
- Aichryson
- Cotyledon
- Crassula
- Cremnophila
- Dudleya
- Echeveria
- Graptopetalum
- Hylotelephium
- Hypagophytum
- Kalanchoe
- Lenophyllum
- Meterostachys
- Monanthes
- Orostachys
- Pachyphytum
- Perrierosedum
- Petrosedum
- Phedimus
- Pistorinia
- Prometheum
- Pseudosedum
- Rhodiola
- Rosularia
- Sedella
- Sedum
- Sempervivum
- Sinocrassula
- Thompsonella
- Tylecodon
- Umbilicus
- Villadia

## Legături externe
Materiale media legate de Crassulaceae la Wikimedia Commons